# يعقوب القرقساني
أبو يوسف يعقوب بن إسحاق القرقساني (حوالي 890م – حوالي 960م) (بالعبرية: יעקב בן יצחק הקרקסאני‏) هو مُفسّر يهودي قرائي متعصب برز في النصف الأول من القرن العاشر الميلادي. أصوله غير معروفة، وإن كان لقبه يشير إلى أنه من قرقيسيا شرقي سوريا أو من قرقسان بالقرب من بغداد، على الرغم من عدم وجود مجتمع للقرائيين في أي منهما. ويبدو أنه سافر في جميع أنحاء الشرق الأوسط، وزار عددًا من مراكز التعليم الإسلامي، التي كان على دراية بها.
في سنة 937م، كتب القرقساني كتابًا بالعربية عن التعاليم اليهودية سمّاه " كتاب الأنوار والمراقب" المعروف بالعبرية باسم "سفر هاميروت" وجعل فيه قسمًا سمّاه "كتاب الشرائع" (سيفر ميتزفوت جادول)، وحاشية بعنوان "الرياض والحدائق" (سيفر هانيتتزانيم)، لشرح الأجزاء من التوراة التي لا تتعامل مع الشرائع.